# Sergio Samitier
Sergio Samitier est un coureur cycliste espagnol, né le 31 août 1995 à Barbastro.

## Biographie
Sergio Samitier commence le cyclisme à l'âge de six ou sept ans. Il prend sa première licence au club cycliste de Barbastro, de sa ville natale.
En 2014, il est recruté par le club Lizarte, alors réserve de la formation Movistar. De 2016 à 2017, il s'illustre en étant l'un des meilleurs cyclistes amateurs en Espagne. Il s'impose à de nombreuses reprises et termine deuxième (meilleur espoir) d'une édition de la Coupe d'Espagne amateurs. Durant cette période, il est également sélectionné en équipe nationale, notamment pour les championnats d'Europe et les championnats du monde espoirs. 
Il passe professionnel en 2018 au sein de la formation Euskadi Basque Country-Murias, avec laquelle il signe un contrat de deux ans. Au cours de cette première année, il termine notamment meilleur grimpeur du Trofeo Lloseta-Andratx. En 2019, il est meilleur grimpeur du Tour des Alpes, mais également douzième de la Klasika Primavera et du Tour de Burgos. Au mois de septembre, il participe au Tour d'Espagne, son premier grand tour. Échappé à plusieurs reprises, il se classe troisième du Grand Prix de la montagne.
En 2020, il rejoint l'équipe World Tour Movistar, après la disparition d'Euskadi Basque Country-Murias. Lors du Tour d'Italie 2020, il est le coureur le mieux classé de son équipe à la treizième place. Une troisième place d'étape du Tour du Portugal en 2021 et une victoire au classement montagne du Tour des Alpes en 2023 restent ses meilleurs résultats au cours de ses cinq années au sein de l'équipe espagnole.
Pour la saison 2025, Samitier rejoint l'équipe française Cofidis,. 

## Palmarès
- 2015
  - 2e du Mémorial Cirilo Zunzarren
- 2016
  - Champion d'Aragon sur route
  - Subida a Gorla
  - Trophée Eusebio Vélez
  - 1re étape du Tour de Navarre
  - Prueba Alsasua
  - Zaldibia Sari Nagusia
  - 2e du Gran Premio San Lorenzo
  - 2e de l'Oñati Proba
- 2017
  - Vainqueur de la Coupe d'Espagne espoirs
  - Circuito de Pascuas
  - Santikutz Klasika
  - Tour de la Bidassoa :
    - Classement général
    - 1re étape

  - San Martín Proba
  - Dorletako Ama Saria
  - Klasika Lemoiz
  - 2e du Mémorial Valenciaga
  - 2e de la Coupe d'Espagne de cyclisme
  - 2e du championnat d'Espagne du contre-la-montre espoirs
  - 2e du Mémorial Etxaniz
  - 2e du San Bartolomé Saria
  - 3e du Tour de la province de Valence

## Résultats sur les grands tours

### Tour d'Italie
3 participations
- 2020 : 13e
- 2022 : abandon (7e étape)
- 2025 : 52e

### Tour d'Espagne
1 participation
- 2019 : 82e

## Classements mondiaux
| Année                                 | 2019  | 2020 | 2021  | 2022  | 2023  | 2024  |
| ------------------------------------- | ----- | ---- | ----- | ----- | ----- | ----- |
| Classement mondial                    | 1110e | 417e | 1015e | 2117e | 2316e | 1310e |
| UCI Europe Tour                       | 787e  | 341e | 754e  | 1327e | nc    | nc    |
|                                       |       |      |       |       |       |       |
| Légende : nc = non classéSource : UCI |       |      |       |       |       |       |